# Vandoma
Vandoma is een plaats (freguesia) in de Portugese gemeente Paredes en telt 2074 inwoners (2001).